# Cẩm Hoàng
Cẩm Hoàng là một xã thuộc huyện Cẩm Giàng, tỉnh Hải Dương, Việt Nam.

## Địa lý
Xã Cẩm Hoàng có vị trí địa lý:
- Phía đông giáp xã Cẩm Văn và xã Cẩm Vũ
- Phía tây giáp thị trấn Cẩm Giang
- Phía nam giáp xã Định Sơn
- Phía bắc giáp tỉnh Bắc Ninh.

Xã Cẩm Hoàng có diện tích 7,76 km², dân số năm 1999 là 7.367 người, mật độ dân số đạt 949 người/km².

## Hành chính
Xã được chia thành 6 thôn: Phượng Hoàng, Kim Đôi, Ngọc Lâu, Phí Xá, Quý Khê, 19/5.

## Văn hóa
Đình làng Kim Đôi còn gọi là đình Giỏi, thuộc xã Cẩm Hoàng (Cẩm Giàng) thờ 3 vị Thành hoàng là: Pháp Vân, Pháp Lôi và Pháp Điện - đã hiển linh báo mộng giúp vua Đinh Tiên Hoàng dẹp loạn 12 sứ quân.
Theo thần tích Thành hoàng làng Kim Đôi ghi lại, vào ngày 12.9.967, trên đường đi dẹp loạn 12 sứ quân, khi đến trang Kim Đôi thì trời tối, vua Đinh Tiên Hoàng đã cho dựng trại nghỉ lại tại ngôi miếu trên một gò đất cao (vị trí đình ngày nay). Đêm hôm đó, nhà vua mơ thấy có 3 ông lão thân hình cao lớn, mũ áo chỉnh tề uy nghi đứng trước mặt và nói là 3 vị thần Đệ nhất Pháp Vân Hiển Ứng đại vương, Đệ nhị Pháp Lôi Hiển Ứng đại vương và Đệ tam Pháp Điện Hiển Ứng đại vương ngự ở ngôi miếu để cai quản giúp dân, giúp nước, nay đến ân phù trợ giúp nhà vua đem quân dẹp loạn. Nói xong cả ba vị thần liền bay lên trời. Sáng hôm sau, nhà vua liền triệu tập các bô lão và nhân dân trong làng để tìm hiểu về giấc mộng và thực hư về 3 vị thần. Sau khi được biết địa phương có thờ 3 vị thần tại miếu như đã gặp trong mộng, tin theo lời ứng mộng của 3 vị thần, ngay hôm đó Đinh Tiên Hoàng xuất quân giành thắng lợi. Sau khi dẹp loạn 12 sứ quân trở về, vua Đinh Tiên Hoàng đã ban cho trang Kim Đôi 5 thỏi vàng để mua ruộng xây đền thờ cúng và ban sắc. Sau này, các triều vua Trần Nhân Tông, Lê Thái Tổ đều cử đại thần đến đền thờ tam vị đại vương cầu đảo và đều được ân phù trợ giúp đánh đuổi giặc ngoại xâm.
Đình Kim Đôi ngày nay được xây dựng từ thời hậu Lê, theo kiến trúc kiểu chữ tam: 5 gian tiền bái, 5 gian trung đình, 3 gian hậu cung. Đình vẫn còn giữ nguyên được kiểu kiến trúc cổ với những bức chạm khắc nghệ thuật tinh xảo và sắc nét, nổi bật là bức Cửa võng được chạm khắc các hình "tứ linh", "tứ quý". Điểm khác biệt và độc đáo hơn cả là ở bản "Mục lục văn" và bản "Thần tích thần hoàng làng" được lưu giữ ở đình. Đây là bản thần tích được xem là cổ nhất tỉnh Hải Dương.